# Wapuskanectes
Wapuskanectes es un género extinto de plesiosaurio elasmosáurido encontrado en la provincia de Alberta, en Canadá.

## Descripción
Wapuskanectes es conocido a partir del holotipo TMP 98.49.02, un esqueleto parcial postcraneal, que incluye una cintura escapular casi completa. Fue recolectado en el lado occidental de la Mina Syncrude Base cerca de Ft. McMurray, en el Miembro Wabiskaw de la Formación Clearwater, que data de principios de la edad del Albiense del Cretácico Inferior, hace cerca de 112 millones de años. Wapuskanectes es el más antiguo elasmosáurido de Norteamérica hasta la fecha.

## Etimología
Wapuskanectes fue nombrado originalmente por Patrick S. Druckenmiller y Anthony P. Russell en 2006 y la especie tipo es Wapuskanectes betsynichollsae. El nombre del género se deriva del término Wapuska, que en el idioma cree significa "un cuerpo de agua con crestas de olas en él" y también es la etimología del Miembro Wabiskaw, en el cual se halló el holotipo, unido al término griego nectes, que significa "nadador". El nombre de la  especie es en homenaje a la difunta Dra. Elizabeth "Betsy" Nicholls, curadora de reptiles marinos en el Real Museo Tyrrell de Paleontología, por su perdurable influencia en la investigación de los vertebrados marinos del Mesozoico.